# Луганская Народная Республика
Луга́нская Наро́дная Респу́блика (ЛНР) — созданное Россией административно-территориальное образование на оккупированной части Луганской области Украины. C 2014 по 2022 год существовала в качестве подконтрольного России марионеточного государства, а затем была формально аннексирована Россией и включена в состав последней как один из субъектов федерации. ЛНР претендует на всю территорию Луганской области. Административным центром является город Луганск.
ЛНР была провозглашена 27 апреля 2014 года в ходе пророссийских протестов на юго-востоке Украины. 11 мая был проведен сфальсифицированный «референдум о самоопределении», и 12 мая провозглашена независимость, которая до 2022 года не была признана ни одним государством — членом ООН. Аналогичные события происходили и в соседней Донецкой Народной Республике (ДНР). В ходе последовавшей войны в Донбассе в 2014—2015 годах под контролем ЛНР оказались южные районы, составляющие около трети Луганской области.
Республика находилась в тесной зависимости от России, как экономически, так и в вопросе оказания им политической и военной поддержки. Следуя во внешнеполитической линии российскому курсу, ЛНР сохраняла определённую самостоятельность в сугубо внутренних вопросах, при этом, по мнению некоторых украинских и международных экспертов, по состоянию на 2021 год основное управление всё же осуществлялось Россией. Система управления и контроля со стороны России состояла из четырёх отдельных иерархически построенных ею подсистем: политической, экономико-финансовой, безопасностной и военной.
В начале 2023 года ЕСПЧ вынес решение, в соответствии с которым территории востока Украины, контролируемые ДНР и ЛНР, находились под де-факто контролем России. Военные РФ, отмечает суд, присутствовали на этих территориях по меньшей мере с апреля 2014 года, включая полномасштабное присутствие армии РФ с августа 2014 года, оказывали значительное влияние на сепаратистов, поставляли им оружие и осуществляли артобстрелы по их указаниям.
В то же время Москва полностью отрицала свою причастность к  управлению занятой ЛНР территории Луганской области Украины до начала вторжения на Украину в 2022 году.
21 февраля 2022 года Россия признала ЛНР, что, по мнению некоторых экспертов, сделало ЛНР частично признанным государством. Позднее независимость ЛНР была признана также Сирией и КНДР. Большинство государств — членов ООН рассматривает территории, контролируемые ЛНР, как часть Украины.
24 февраля вооружённые силы России начали полномасштабное вторжение на территорию Украины. В ходе войны ЛНР установила контроль над всеми городами Луганской области.
23—27 сентября 2022 года на оккупированной Россией части Луганской области был проведён сфальсифицированный референдум, после чего Россия объявила об аннексии Луганской области (и ещё трёх регионов Украины). Аннексия территорий проводилась с нарушением российского и международного права.
По оценкам властей ЛНР, на 1 декабря 2017 года население подконтрольных территорий составляло 1 474 060 человек. Глава ЛНР с 2018 года — Леонид Пасечник.

## История
В конце ноября 2013 года на Украине начались акции протеста, спровоцированные отказом правительства Николая Азарова подписать соглашение об ассоциации с Евросоюзом. Несколько раз они перерастали в массовые беспорядки. 21 февраля 2014 года под давлением и при посредничестве стран Запада президент Украины Виктор Янукович пошёл на уступки и подписал с оппозицией соглашение об урегулировании кризиса на Украине. В тот же день Янукович покинул Киев. На следующий день Верховная рада, в которой бывшая оппозиция сформировала большинство, приняла постановление, в котором утверждалось, что Янукович «неконституционным образом самоустранился от осуществления конституционных полномочий» и не выполняет свои обязанности, а также назначила досрочные президентские выборы на 25 мая 2014 года.
С марта 2014 года в Луганске стали проходить акции протеста против действий бывшей оппозиции, пришедшей к руководству страной. Протестующие отказывались признавать новые киевские власти и выступали за федерализацию Украины.
30 марта в Луганске в центре города состоялся масштабный митинг, где собралось (по данным УНИАН) около 2 тысяч человек. Участники акции с флагами России, плакатами «Украина — это Русь», «Европа — это Содом и Гоморра», «Русский язык — государственный» по пути следования скандировали «Луганск, вставай!», «Россия!», «Украина — это Русь». Активисты пришли из разных точек города, по словам организаторов, это даёт реальное представление о количестве приверженцев идеи федерализации страны и присоединения Украины к России в Луганске. Митингующие также потребовали от депутатов всех уровней признать незаконными новую украинскую власть и губернатора Луганской области, выступили против понижения социальных стандартов, потребовали освобождения Арсена Клинчаева и Александра Харитонова (англ. Aleksandr Kharitonov).
6 апреля 2014 года около 1000 митингующих штурмом взяли здание СБУ в городе Луганске. На следующий день активисты заблокировали баррикадами из строительного мусора, автомобильных покрышек и колючей проволоки улицу Советскую перед захваченным накануне зданием Луганского УСБУ. Милиция города была приведена в боевую готовность, ГАИ перекрыла проезды в центр города. В самом захваченном здании УСБУ разместился Объединённый штаб Юго-Восточного сопротивления. Активисты потребовали от украинской власти освобождения всех политических заключённых, в том числе лидера «Луганской гвардии» Александра Харитонова и депутата облсовета Арсена Клинчаева, амнистии всех силовиков, задействованных в событиях на Майдане, а также проведения в Луганской области референдума по самоопределению региона. Также было заявлено, что в случае невыполнения властями этих требований будет создан Парламент Луганской Народной Республики.
11 апреля Объединённый штаб Армии Юго-Востока выдвинул ультиматум Луганскому областному совету. В течение ближайших 10 часов собрать экстренную (внеочередную) сессию, на которой депутаты обязаны принять следующие решения: провозгласить государственный суверенитет Луганской Народной Республики; в течение 10 дней провести референдум с двумя вопросами: 1. Вы «за» вхождение Луганской Народной Республики в состав Российской Федерации?; 2. Вы «за» вхождение Луганской Народной Республики в состав Украины?. Также штабом Армии Юго-Востока принято решение о том, что оружие будет сдано только тем властям, которых выберут граждане Луганской области на референдуме.
13 апреля и. о. президента Украины Александр Турчинов, не вступая в переговоры с представителями ЛНР, заявил в телеобращении о том, что в связи с событиями на востоке страны СНБО решил начать широкомасштабную антитеррористическую операцию с привлечением вооружённых сил.
14 апреля сепаратисты-активисты провели митинг у здания Луганской ОГА. Член координационного совета Луганской области Алексей Чмуленко передал губернатору области требования митингующих: признать нелегитимность новых украинских властей, признать законным существование «народного движения» и освободить арестованных активистов. Срок исполнения ультиматума до 16 апреля. По данным СМИ, в СБУ осталось около сотни сепаратистов.
21 апреля на народном сходе народным губернатором края был избран Валерий Болотов.
24 апреля в Луганск приехала Юлия Тимошенко для ведения переговоров с захватчиками здания СБУ. Также переговоры с сепаратистами-активистами вёл городской голова Сергей Кравченко.
27 апреля в Луганске была провозглашена Луганская Народная Республика.
29 апреля сепаратисты (около 2000—2500 человек) захватили здание обладминистрации и прокуратуры. Сотрудникам правоохранительных органов был предоставлен живой коридор и они добровольно покинули захваченное активистами здание. Милиционеры надели георгиевские ленты и перешли на сторону митингующих. После переговоров с активистами начальник областного управления МВД написал рапорт об отставке.
Референдум о самоопределении ЛНР с вопросом «Поддерживаете ли Вы акт государственной самостоятельности Луганской Народной Республики?» состоялся в воскресенье, 11 мая 2014 года. По данным организаторов референдума, явка составила 75 %, высказались «за» 96,2 % и «против» 3,8 % голосовавших. Согласно заявлению и. о. президента Украины Александра Турчинова, в референдуме приняли участие около 24 % избирателей области.
12 мая 2014 года власти Луганской Народной Республики на основании волеизъявления провозгласили её независимость от Украины.
Украинские власти не признали результаты референдумов в Донецке и Луганске. И. о. президента Украины Александр Турчинов заявил, что они не будут иметь никаких юридических последствий. Он заявил, что власти Украины будут вести диалог с теми, «кто не имеет крови на своих руках и готов отстаивать свои цели и убеждения законными средствами».
16 мая Генеральная прокуратура Украины в сотрудничестве со Службой безопасности Украины начала уголовное производство по статье 258-3 УК Украины («Создание террористической организации») в связи с деятельностью ДНР и ЛНР. Первый заместитель генерального прокурора Украины Николай Голомша сообщил, что ДНР и ЛНР являются террористическими организациями, у которых «есть четкая иерархия, финансирование, каналы поставок вооружения».
24 мая 2014 года Донецкая и Луганская Народные Республики подписали документ об образовании Новороссии.
2 июня украинская авиация нанесла удар по зданию Луганской ОГА, в результате чего погибли 8 человек. Среди погибших были опознаны министр здравоохранения ЛНР Наталья Архипова и руководитель военно-патриотического объединения «Каскад», один из старейших поисковиков Украины Александр Гизай.
Главными претендентами на власть в ЛНР были донские казаки, чьи отряды подчинялись атаману Николаю Козицыну. Он ещё в 1990-х возглавил одно из объединений казачьих организаций в России и отстаивал идею создания казацкого государства на его исторических землях — от Луганска до Волгограда. Контролируя большую часть территории ЛНР, казаки не признавали власть ещё не избранного Главы ЛНР Плотницкого. В октябре 2014 года под контролем официальных властей ЛНР было несколько городов. Власти контролировали Луганск, которым руководил Манолис Пилавов, Лутугино, которым руководил гражданин России Егор Русский, и Славяносербск. Остальные территории были под казачеством и руководители городов были назначены Козицыным, а также кое-где даже сформированы налоговые органы казаков. Ещё ряд городов были под контролем полевых командиров не подчинявшимся Плотницкому. В ноябре пророссийские сепаратисты провели Всеобщие выборы, поддержанные Россией и осуждаемые Западом как «нелегитимные», по объявленным результатам которых Игорь Плотницкий набрал почти 64 процента голосов (победил в первом туре среди 4-х кандидатов). C декабря 2014 года Плотницкий начал открытую борьбу с силами Козицына и другими полевыми командирами. В ЛНР начались зачистки и аресты нелояльных полевых командиров. 1 января 2015 года был убит Александр Беднов (Бэтмен), 23 января — Евгений Ищенко (Малыш), 23 мая — Алексей Мозговой, 12 декабря — Павел Дрёмов. Вооружённое противостояние властей ЛНР с казаками закончилось поражением последних. Часть казаков перешла в состав народной милиции ЛНР, часть вместе с атаманом Козицыным покинула Донбасс. Весной 2015 года отряды ЛНР установили контроль над городом Антрацитом, неофициальной столицей казаков.
В 2016 году в ЛНР была проведена чистка во властных кругах. Толчком к ней послужило неудачное покушение на Игоря Плотницкого в августе 2016 года. В марте 2016 года непризнанную республику покинул бывший спикер её парламента Алексей Карякин, который в октябре того же года сообщил, что сотрудники Генеральной прокуратуры ЛНР «зачищают тех, кто с оружием в руках отстаивал республику». Чистка усилилась после того, как в сентябре 2016 года Игорь Плотницкий заявил о попытке государственного переворота. В сентябре 2016 года были арестованы несколько руководителей ЛНР (в том числе бывший премьер-министр Геннадий Цыпкалов, который повесился в камере заключения).

### Политический кризис (2017)
21 октября 2017 года депутат Народного совета ЛНР Владимир Санкин обвинил министра МВД Игоря Корнета в присвоении чужого дома: «Летом 2014 года многие жители Луганска, в связи с боевыми действиями, были вынуждены покинуть своё жилище. Возвратившись домой некоторые владельцы сталкивались с такой проблемой, что их жильё было занято неизвестными лицами. Так, жительница города Луганска Квирцова Нина Васильевна выяснила, что в её доме проживаете вы — министр внутренних дел». 9 ноября глава МВД ЛНР был выселен из чужого дома, который он занимал три года. 20 ноября Игорь Корнет был отстранён от должности главы МВД ЛНР по решению суда Ленинского района. 21 ноября на улицах города Луганска появилась военная техника, вооружённые люди без знаков различия с белыми повязками и бойцы спецподразделения «Беркут». По сообщениям, они взяли под контроль весь центр города, здание министерства внутренних дел и ГТРК ЛНР. Игорь Корнет сделал заявление, что председатель телерадиокомпании Анастасия Шуркаева, руководитель администрации Плотницкого Ирина Тейцман и начальник службы правительственной безопасности Евгений Селивёрстов сотрудничали с украинскими спецслужбами. Позже Игорь Плотницкий заявил, что оснований для их ареста нет, а следствие ведётся в отношении других лиц. По словам Игоря Корнета Селивёрстов в 2016 году готовился к убийству председателя Совета министров Геннадия Цыпкалова.
Представители СММ ОБСЕ заявили, что возле здания МВД находится военная техника и вооружённые люди, а также были зафиксированы на автомобильной дороге возле Дебальцево не менее шести военных грузовиков, двух бронетранспортёров, одной зенитной установки (ЗУ-23) и более 20 гражданских автомобилей без номерных знаков с 50 вооружёнными людьми. По предположениям представителей СММ ОБСЕ эта колонна была вскоре обнаружена возле села Весёлая Тарасовка, которое находится в 15 км на запад от Луганска.
22 ноября силами МВД было захвачено здание генеральной прокуратуры. Были арестованы все сотрудники, среди них был глава генеральной прокуратуры Виталий Подобрый. Также было опубликовано видеообращение от имени Дмитрия Пиндюрина, командира батальона «Брянка СССР», Александру Захарченко с просьбой взять под своё руководство Луганскую Народную Республику для создания единого государства Новороссии.
22 ноября журналист Алексей Чибисов сообщил, что появились жертвы среди местного населения — силы МВД открыли огонь по автомобилю скорой медицинской помощи.
23 ноября, по словам писателя Захара Прилепина, Игорь Плотницкий прибыл в Москву авиарейсом из Ростова-на-Дону. На видеохостинге YouTube появилось видео, где Плотницкий был замечен вечером 23 ноября в аэропорту Москвы без охраны и сопровождающих лиц.
24 ноября 2017 года, по словам министра государственной безопасности Леонида Пасечника, Игорь Плотницкий подал в отставку с должности главы республики по состоянию здоровья. Плотницкий был назначен уполномоченным от Луганской Народной Республики по исполнению минских соглашений. На должность исполняющего обязанности главы ЛНР был назначен Леонид Пасечник.
25 ноября 2017 года отставка Игоря Плотницкого была принята Народным советом ЛНР. Леонид Пасечник был единогласно утверждён в должности главы Луганской Народной Республики.

### Полномасштабное вторжение России в Украину
С 23 по 27 сентября 2022 года на оккупированной Россией части Луганской области с целью аннексии был проведён сфальсифицированный референдум. 30 сентября Владимир Путин подписал договоры о присоединении, утверждающие, что Донецкая (ДНР), Луганская (ЛНР), Запорожская и Херсонская области Украины теперь являются частью РФ. 2 октября Конституционный суд РФ утвердил эти договоры аннексии. 4 октября Путин подписал федеральные законы, ратифицирующие «договоры о принятии в Российскую Федерацию» оккупированных территорий Украины, включая ЛНР.  По мнению юристов, аннексия прошла с нарушением российского и международного права.

## Государственное устройство
ЛНР — унитарная республика президентского типа (глава государства, избираемый прямым голосованием, является одновременно главой исполнительной власти). Основным законом государства является конституция, принятая 18 мая 2014 года.
По конституции главой государства и руководителем исполнительной ветви власти является глава Луганской Народной Республики, в настоящее время — Леонид Пасечник. При этом согласно ч. 1 ст. 75 Конституции ЛНР существует отдельная должность главы исполнительной власти — Председатель Совета Министров, сохранившаяся со времён, когда глава ЛНР ещё не был всенародно избран. Эту должность ранее занимали главы ЛНР Валерий Болотов и Игорь Плотницкий. До 26 декабря 2015 года премьер-министр ЛНР — Геннадий Цыпкалов. 26 декабря 2015 года Народный Совет ЛНР утвердил в должности председателя Совмина генерал-майора Народной милиции ЛНР Сергея Козлова.
По основному закону ЛНР — конституции, вторым лицом республики является Председатель Народного Совета ЛНР. Первым спикером парламента первого созыва 18 мая 2014 года избран Алексей Карякин. В ноябре 2014 года после проведённых выборов Главы ЛНР и депутатов Народного совета ЛНР, выбран спикером парламента второго созыва. 25 марта 2016 года Народный совет ЛНР освободил Карякина от должности председателя по представлению депутатов. С 1 апреля 2016 года по 21 декабря 2017 года Председателем Народного Совета Луганской Народной Республики избран Владимир Дегтяренко. 21 декабря 2017 года председателем Народного Совета ЛНР был избран Денис Мирошниченко. За него проголосовало 32 из 33 присутствующих депутатов (сам Мирошниченко при голосовании воздержался).
Глава ЛНР избирается сроком на пять лет тайным голосованием на всеобщих прямых выборах, один и тот же человек не может занимать этот пост более двух сроков подряд. Глава ЛНР назначает Председателя Совета Министров и его заместителей, по представлению Председателя Совета Министров назначает министров и руководителей иных органов исполнительной власти. В правительство входят министры (возглавляют министерства) и главы ведомств, не имеющие министерской должности, но официально приравниваемые к министрам по статусу. Количественный состав и структура правительства не регламентированы законодательно и определяются главой республики.

## Государственная символика
У Луганской Народной Республики есть три государственных символа — флаг, герб и гимн.
30 октября 2014 года был утверждён герб ЛНР. По своей стилистике герб народной республики напоминает гербы союзных республик СССР, однако без серпа и молота. Венчает конструкцию восьмиконечная звезда, которая у некоторых народов используется как знак возрождения и путеводности, символ славы и света.
26 ноября 2014 года был утверждён флаг Луганской Народной Республики. Голубой цвет флага символизирует небесную чистоту и непорочность Богородицы, синий цвет — упорство и постоянство, а красный — могущество и стремление к победе. Два нижних цвета флага (синий и красный) перекликаются с цветами флага РФ.
29 апреля 2016 года был утверждён гимн ЛНР. Музыка была сочинена композитором Георгием Галиным. Слова были написаны поэтом Владимиром Михайловым.
|      |      |
| Флаг | Герб |

## Политические партии и общественные организации
До 2016 года в ЛНР не было зарегистрированных политических партий. Зато имеются общественные организации Мир Луганщине и Луганский экономический союз, которые, по словам представителя соседней ДНР Эдуарда Попова, являются политическими партиями. Все члены Народного Совета ЛНР (по состоянию на 2016 год) являются представителями этих двух организаций. Несмотря на отсутствие политических партий, 2 октября 2016 года в ЛНР были проведены праймериз, на которых проголосовало более 61 тыс. человек. Число жителей, проголосовавших в ЛНР, оказалось меньшим, чем в ДНР. На самих праймериз шёл отбор претендентов не в депутаты республиканского парламента, а в органы местного самоуправления Луганска, Александровска и посёлка Юбилейный. В итоге победили кандидаты от «Мира Луганщине».
В республике существует заметное коммунистическое движение, которое не пользуется симпатиями со стороны властей. В 2015 году в ЛНР была создана организация «Союз коммунистов Луганщины». В 2016 году создана Коммунистическая партия Луганской Народной Республики.

## Вооружённые силы
Вооружённые силы играют исключительно большую роль в жизни ЛНР. Вооружённые силы Луганской Народной Республики носят официальное название «Народная милиция». Подразделяются на отдельные бригады. Верховным главнокомандующим вооружёнными силами является глава республики.

## Административно-территориальное деление
К началу 2022 года в Луганской Народной Республике существовали следующие административно-территориальные единицы.
Городские советы республиканского подчинения:
- Луганский городской совет
- Алчевский городской совет
- Антрацитовский городской совет
- Брянковский городской совет
- Кировский городской совет
- Краснодонский городской совет
- Краснолучский городской совет
- Первомайский городской совет
- Ровеньковский городской совет
- Свердловский городской совет
- Стахановский городской совет

Районы:
- Антрацитовский район
- Краснодонский район
- Лутугинский район
- Перевальский район
- Свердловский район
- Славяносербский район

В марте 2015 года были созданы 14 администраций.
Администрации городов:
- Администрация города Луганска
- Администрация города Алчевска
- Администрация города Брянки
- Администрация города Кировска
- Администрация города Красного Луча
- Администрация города Первомайска
- Администрация города Ровеньков
- Администрация города Стаханова

Администрации районов:
- Администрация Лутугинского района
- Администрация Перевальского района
- Администрация Славяносербского района

Администрации городов и районов (объединённые):
- Администрация города Краснодона и Краснодонского района
- Администрация города Антрацита и Антрацитовского района
- Администрация города Свердловска и Свердловского района

10 марта 2022 года был подписан указ главы ЛНР о применении на территориях республики, над которыми ранее осуществляла контроль Украина, старых названий, существовавшим в Луганской области по состоянию на 18 мая 2014 года, то есть до декоммунизации.
Административно-территориальное деление Луганской Народной Республики, включая занятые при поддержке России территории, соответствует действовавшему в Луганской области Украины по состоянию на 18 мая 2014 года.

## Население
Численность населения ЛНР и её административных единиц по данным ГКС ЛНР по состоянию на 1 декабря 2017 года.
| Горсовет/Район           | Наличное население | Постоянное население |
| ------------------------ | ------------------ | -------------------- |
| Луганск (горсовет)       | 435766             | 432066               |
| Алчевск (горсовет)       | 106357             | 105875               |
| Антрацит (горсовет)      | 74581              | 74160                |
| Брянка (горсовет)        | 50906              | 51058                |
| Кировск (горсовет)       | 32114              | 32079                |
| Краснодон (горсовет)     | 99365              | 98982                |
| Красный Луч (горсовет)   | 117821             | 117965               |
| Первомайск (горсовет)    | 37061              | 37116                |
| Ровеньки (горсовет)      | 80609              | 80488                |
| Свердловск (горсовет)    | 94703              | 94788                |
| Стаханов (горсовет)      | 87348              | 87618                |
| Антрацитовский район     | 29342              | 29837                |
| Краснодонский район      | 28370              | 28378                |
| Лутугинский район        | 64373              | 64592                |
| Перевальский район       | 67727              | 67003                |
| Попаснянский район       | 5443               | 5474                 |
| Свердловский район       | 11432              | 11089                |
| Славяносербский район    | 48057              | 47762                |
| Станично-Луганский район | 2685               | 2767                 |
| всего ЛНР                | 1474060            | 1469097              |

В этой таблице приведены цифры на 1 декабря 2017 года, но названия административных единиц городов и районов приведены не точно, так как реестры избирателей составлены по старым базам с предыдущими территориальными единицами. Так, Краснодон, Антрацит, Свердловск в таблице, приведённой выше, отдельно от своих районов, хотя в действительности они объединены. Административных единиц Попаснянский и Станично-Луганский районы официально нет, они не зарегистрированы органами юстиции и не сформированы на территории республики. Населённые пункты этих районов, находящиеся под контролем ЛНР, переданы в управление администрациям города Луганска и Краснодона.
Численность постоянного населения.
|           | 1.01.2015 | 1.07.2015 | 1.01.2016 | 1.07.2016 | 1.01.2017 |
| --------- | --------- | --------- | --------- | --------- | --------- |
| Население | 1 510 022 | 1 496 946 | 1 499 013 | 1 490 845 | 1 483 264 |

|                               | Наличное население | Постоянное население |
| ----------------------------- | ------------------ | -------------------- |
| Луганская Народная Республика | 1502143            | 1497170              |
| Городские поселения           | 1404931            | 1399449              |
| Сельская местность            | 97212              | 97721                |
| Луганск (горсовет)            | 440982             | 437282               |
| г. Алчевск                    | 107984             | 107502               |
| Антрацит (горсовет)           | 75895              | 75474                |
| Брянка (горсовет)             | 51813              | 51965                |
| Кировск (горсовет)            | 32725              | 32690                |
| Краснодон (горсовет)          | 101076             | 100693               |
| Красный Луч (горсовет)        | 120135             | 120279               |
| г. Первомайск                 | 37606              | 37661                |
| Ровеньки (горсовет)           | 81792              | 81671                |
| Свердловск (горсовет)         | 96074              | 96159                |
| Стаханов (горсовет)           | 89117              | 89387                |
| районы                        |                    |                      |
| Антрацитовский                | 29825              | 30320                |
| Краснодонский                 | 28797              | 28805                |
| Лутугинский                   | 65470              | 65689                |
| Перевальский                  | 69116              | 68392                |
| Попаснянский                  | 5927               | 5960                 |
| Свердловский                  | 11610              | 11267                |
| Славяносербский               | 53465              | 53158                |
| Станично-Луганский            | 2734               | 2816                 |

В первом квартале 2016 года в ЛНР родилось 1667 детей, что на 351 ребёнка больше аналогичного периода 2015 года.

## Языки
По данным исследования Киевского международного института социологии, проведённого 8—16 апреля 2014 года, 31,8 % респондентов из Луганской области не согласились с утверждением о том, что «Россия справедливо защищает интересы русскоязычных граждан на юго-востоке», 44,2 % — согласились. С утверждением о том, что «в Украине ущемляются права русскоязычного населения», не согласились 60,8 % опрошенных, согласились — 29,5 %. С утверждением о том, что в Луганской области ущемляются права украиноязычного населения, не согласились 90,6 % респондентов, 3,5 % — согласились.
С 2014 года находящаяся под российской оккупацией часть Луганской области подвергается русификации.
До 3 июня 2020 года по Конституции в ЛНР было два государственных языка: русский и украинский. При этом официальным языком делопроизводства во всех органах государственной власти и органах местного самоуправления в республике являлся только русский, которому отдавался приоритет; в частности было объявлено о переводе всех дорожных знаков на территории республики на русский язык. Русский также преобладал и в сфере образования, хотя украинский продолжал оставаться в образовательных программах.
3 июня 2020 года украинский язык лишили статуса государственного, оставив таковой лишь русскому.
Россия проводит политику насильственной русификации на оккупированных ею территориях Луганской области — в школах преподают только на русском языке даже в полностью украиноязычных населённых пунктах. Украинские учебники оказались под запретом, а желающие учиться на украинском вынуждены делать это втайне от оккупационных властей.

## Паспорта и визы

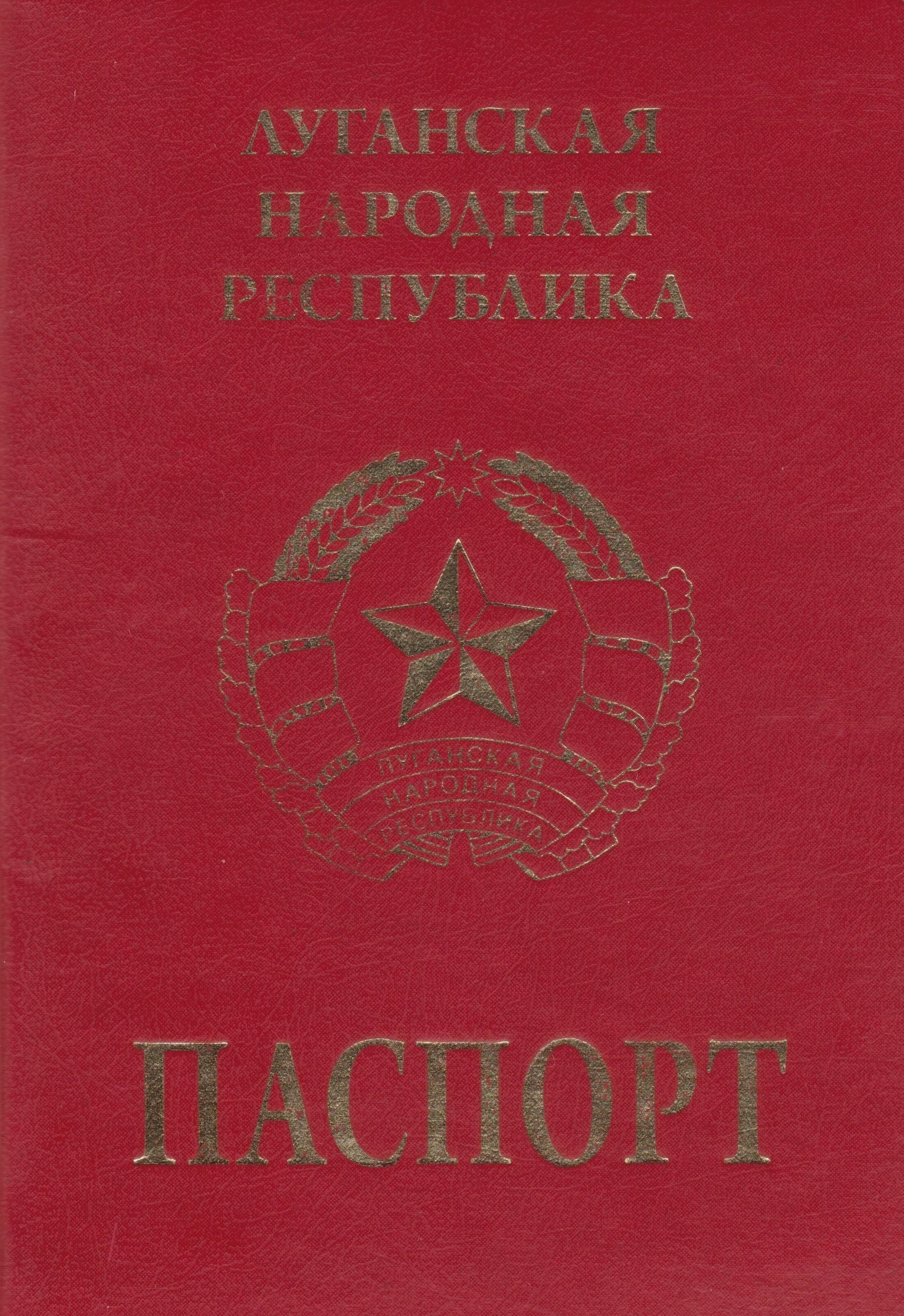
Обложка паспорта гражданина Луганской Народной Республики

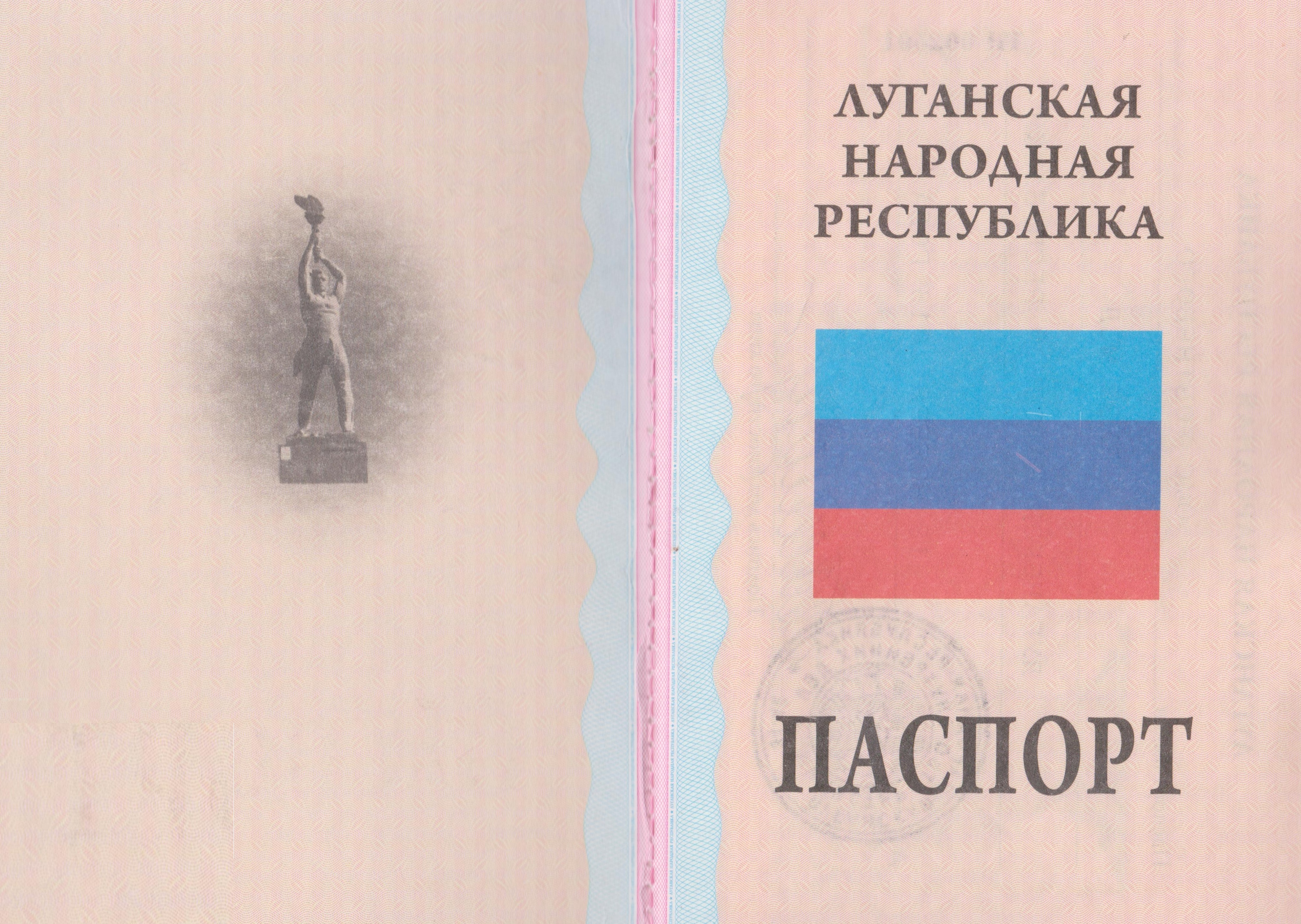
Первый разворот паспорта гражданина Луганской Народной Республики

26 марта 2015 года было утверждено «Положение о паспортном документе, удостоверяющем личность физического лица, проживающего на территории Луганской Народной Республики».
С мая 2015 года началась выдача паспортов граждан ЛНР лицам, зарегистрированным по месту жительства на территории республики. 5 мая первые десять жителей республики, достигшие 16-летнего возраста, в торжественной обстановке получили паспорта ЛНР.
Не позднее осени 2015 года российские пограничники в пунктах пропуска на совместной с ЛНР границе стали пропускать в Россию и назад обладателей паспортов ЛНР, оговаривая, что таким лицам нельзя выезжать за пределы Ростовской области России. Поскольку штампы на границе между Россией и ЛНР не ставятся ни луганскими, ни российскими пограничниками ни в какие паспорта, документальные свидетельства пропуска через границу как граждан ЛНР, так россиян и граждан третьих стран отсутствуют. Гражданам третьих стран российские пограничники ставят штампы только в миграционную карту, но не в паспорт.
2 августа 2016 года правительством ЛНР было принято постановление «Об утверждении Положения о паспортном документе, удостоверяющем личность физического лица, проживающего на территории Луганской Народной Республики».
18 февраля 2017 года паспорта ЛНР были признаны Россией.
13 июня 2017 года Совет министров ЛНР принял постановление, которым расширил перечень категорий лиц, имеющих право на получение паспорта Луганской Народной Республики.
Власти ЛНР не вводили визовый режим для контролируемой ими территории для граждан других стран. Регистрация иностранцев время от времени обсуждается властями ЛНР, но законодательно она так и не введена. Если иностранец, въехавший в Россию по однократной российской визе, выезжает на территорию ЛНР, для обратного возвращения ему требуется новая российская виза.
24 апреля 2019 года президент России Владимир Путин подписал «Указ об определении в гуманитарных целях категорий лиц, имеющих право обратиться с заявлениями о приёме в гражданство России в упрощённом порядке», который определяет упрощённое получение российских паспортов жителями отдельных районов Донецкой и Луганской областей Украины.
В начале мая упрощённый порядок выдачи российских документов жителям непризнанных республик Донбасса начал действовать. В Донецке и Луганске официально открылись центры приёма документов, а в Ростовской области — центры выдачи, куда новые граждане России будут приезжать за готовыми паспортами. Пункты выдачи паспортов РФ открыты в Новошахтинске (для жителей ЛНР) и в селе Покровском Неклиновского района Ростовской области (для жителей ДНР). Для получения российского гражданства нет необходимости отказываться от украинского. Приём заявлений осуществляется через уполномоченных лиц ДНР и ЛНР. Предположительный срок рассмотрения заявления — до трёх месяцев. При положительном решении о приобретении гражданства паспорта гражданина РФ будут выдаваться в Ростовской области.

## Международно-правовой статус
Украинскими властями Луганская Народная Республика рассматривается как оккупированная Российской Федерацией часть территории Луганской области.
 27 июня 2014 года частично признанное государство Южная Осетия признало ЛНР независимым государством, 28 января 2015 года последовало ответное признание.
 Россия признала ЛНР в качестве суверенного и независимого государства 21 февраля 2022 года.
18 февраля 2017 года президент Российской Федерации Владимир Путин издал «Указ о признании документов, выданных гражданам Украины и лицам без гражданства, проживающим на территориях отдельных районов Донецкой и Луганской областей Украины». Указом было подтверждено признание на российской территории документов, выданных «органами, фактически действующими на территории отдельных районов Донецкой и Луганской областей». Согласно Указу, данные документы признаются действующими до «политического урегулирования ситуации в отдельных районах Донецкой и Луганской областях». Из указа следует, что речь идёт о признании не только паспортов, но и других документов, включая свидетельства о рождении, документы об образовании, заключении или расторжении брака, перемене имени, о регистрации транспортных средств, а также регистрационные знаки транспортных средств, фактически действующих на указанных территориях. Глава МИД России Сергей Лавров прокомментировал, что шаг не означает какого-либо изменения позиции в отношении непризнанных Донецкой и Луганской Народных Республик, и позднее также подтвердил, что РФ не будет признавать ДНР и ЛНР, поскольку в этом случае Россия «потеряет всю остальную Украину».
 25 февраля 2022 года Президент Абхазии подписал указы о признании независимости  ДНР и ЛНР.
 29 июня 2022 года МИД Сирии сообщил о признании независимости и суверенитета ДНР и ЛНР.
 13 июля 2022 года посол КНДР в Москве Син Хон Чхоль в ходе двусторонних встреч передал послам ЛНР и ДНР в Москве письма, адресованные Министрам иностранных дел ЛНР и ДНР Владиславу Дейнего и Наталье Никоноровой о признании Корейской Народно-Демократической Республикой независимости Луганской и Донецкой Народных Республик.

## Санкции
Луганская Народная Республика находится под международными санкциями более 30 стран за нарушение территориальной целостности Украины. В санккционных списках находятся как представители самопровозглашенной ЛНР, так и её вооруженные формирования и само государственное образование.
16 июля 2014 года США ввёл санкции в отношении ЛНР.
25 июля 2014 года Луганская Народная Республика и «контролируемая ею территория в Луганской области Украины», а также ее представители были включены в санкционный список Канады.
17 марта 2014 года Европейский союз включил Луганскую Народную Республику, её вооруженные формирования и представителей в свои санкционные списки:

Ответственна за организацию незаконного референдума 11 мая 2014 года... 
22 мая 2014 года так называемые "Донецкая и Луганская народные республики" создали так называемое "Федеративное государство Новороссия".
Это нарушает конституционное право Украины и, как следствие, международное право, тем самым подрывая территориальную целостность, суверенитет и независимость Украины.
Также участвует в вербовке в сепаратистскую "Армию Юго-Востока" и другие незаконные вооруженные сепаратистские группы, подрывая тем самым стабильность и безопасность Украины.— «Официальный журнал Европейского союза», Брюссель, 17 марта 2014 года.
Луганская Народная Республика также находится в санкционных списках Швейцарии, Австралии и Японии.

## Физико-географическая характеристика

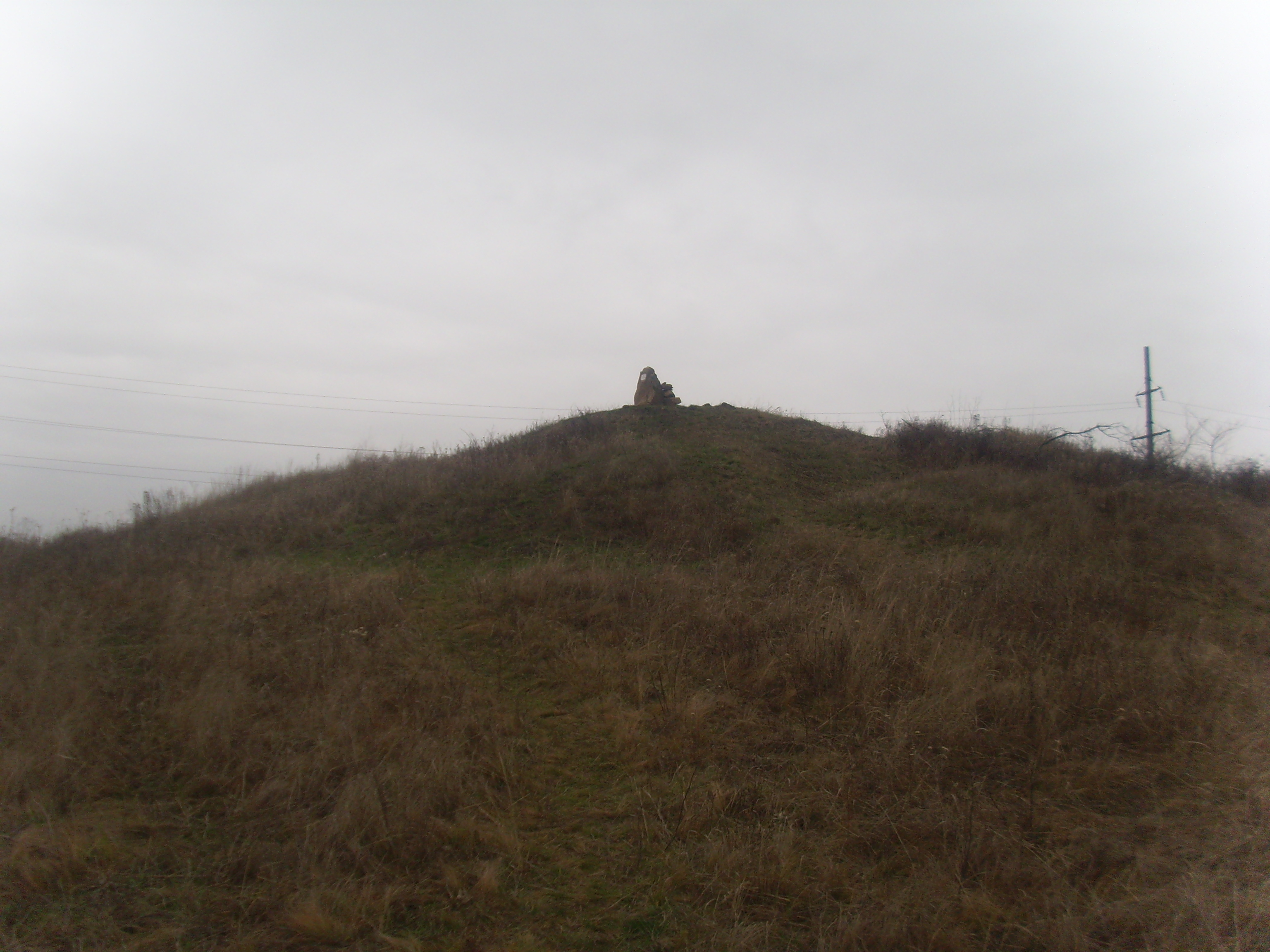
Могила Мечетная

Луганская область, в пределах которой провозглашена Луганская Народная Республика, на востоке и юге граничит с Белгородской, Воронежской и Ростовской областями России, на западе, юго-западе и севере — с Донецкой (включая территорию ДНР) и Харьковской областями Украины. Выхода к морю ЛНР не имел.

ЛНР располагалась на юге Восточно-Европейской равнины, поверхность которой представляла собой волнистую равнину, расчленённую речными долинами. Частично ЛНР располагалась на территории Донецкого кряжа. Средняя высота поверхности равняется 200—300 м на уровнем моря, Наивысшая точка на территории ЛНР (и всего Донбасса) — возвышенность Могила Мечетная (367,1 м над уровнем моря), которая расположена в окрестностях города Петровского.

Климат умеренно континентальный. Зима сравнительно холодная, с резкими восточными и юго-восточными ветрами, заморозками. Лето знойное, вторая его половина заметно сухая. Осень солнечная, тёплая, сухая. Осадков за год 400—500 мм.

## Экономика
12 июня 2014 года на официальном сайте ЛНР были опубликованы тезисы политической программы руководства самопровозглашённой республики, некоторые из которых касались её экономического устройства.
Решено начать национализацию собственности украинского государства и предприятий, чьи владельцы отказались перейти под юрисдикцию Луганской Народной Республики. В свою очередь организации, добровольно перешедшие под юрисдикцию данного государственного образования, получат налоговые льготы и льготные кредиты.
Также было объявлено о планах в период с июня по август 2014 года отменить решение украинских властей о повышении цен на бензин, газ и услуги ЖКХ.
30 августа 2014 года руководитель ЛНР Игорь Плотницкий заявил, что национализации должны подвергнуться предприятия в сфере газо- и водоснабжения.
Луганская народная республика (также как и ДНР) после 2014 года стала в значительной мере зависеть от поставок российского продовольствия, в частности, мяса. Об этом говорят следующие данные — в 2015 году власти Украины запретили поставки на свою территорию мяса и пива из России. Однако за 2016 год на Украину по официальным российским данным поступило из России 47,9 тыс. тонн мяса и 38,5 млн дал пива, основная часть этих поставок пришлась на ДНР и ЛНР.
В ЛНР в зависимости от вида деятельности размер налога составляет от 3 до 8 % оборота. Предприниматели, которые торгуют продуктами питания, обязаны ежемесячно платить 600 грн, для продажи непродовольственных товаров и оказания услуг — 300 грн в месяц.
В республике применяется украинские классификаторы (в том числе видов экономической деятельности) и российские общероссийские классификаторы (в том числе валют, стран).

### Финансы
Правительство ЛНР ввело параллельное, наряду с украинской гривной, хождение российского рубля, а также создало Национальный банк.
По данным украинских чиновников, на управление на территориях ЛНР и ДНР Российская Федерация тратит примерно 1,3 млрд долларов США в год. По мнению экспертов, это общие расходы на содержание территорий, которые обеспечиваются из нескольких источников: поступления от налогов, поступления непосредственно из РФ, поступления от использования имущества украинских собственников, которые прекратили его использование, и используемого противоправно вопреки их воле.
РФ последовательно требует от органов управления на территориях ЛНР увеличение доли «собственных» доходов до уровня стопроцентного обеспечения потребностей в финансах.
С июля 2014 года на территории ЛНР не работают банковские учреждения Украины, причиной стали серии ограблений и убийств инкассаторов. Банковская система на территории ЛНР соединена с российской через расположенную в пределах границ Грузии частично признанную Южную Осетию.

### Энергетика
Многие крупные промышленные предприятия на этой территории были остановлены в период активных боевых действий в 2014-15 гг. Вместе с тем, ещё с октября 2014 года российские предприниматели участвуют в операциях по экспорту угля из шахт ЛНР, перевозки фиксировались наблюдателями ОБСЕ на пропускных пунктах «Гуково» и «Донецк» (Ростовская область).
18 февраля 2015 года «Нафтогаз Украины» прекратил поставки газа в Донбасс, мотивируя это «многочисленными повреждениями газотранспортной инфраструктуры, вызванными обстрелами и подрывами на территории боевых действий». Российское руководство поручило «Газпрому» и Минэнерго подготовить предложения по поставкам газа на восток Украины в качестве гуманитарной помощи, и такие поставки были организованы практически немедленно, через газоизмерительные станции «Прохоровка» и «Платово», расположенные на границе Ростовской области (Россия) и Луганской и Донецкой областями. После возобновления поставок газа в Донбасс через украинскую газотранспортную систему Украина отказалась оплачивать газ, поставленный через газоизмерительные станции «Прохоровка» и «Платово». После этого российская монополия продолжила снабжать регион, с февраля по июль 2015 года поставив около 750 млн м³ газа ($230 млн). Как отмечал в декабре 2016 года глава Нафтогаза Андрей Кобелев, российская компания пытается нам выставлять разные счета на большую сумму денег.
Единственный источник электричества в ЛНР — идущая из России высоковольтная линия 500 кВ «Победа-Шахты», по которой республика получает 600 МВт электроэнергии. Поставки электроэнергии на Украину идут по договору между российской «Интер РАО» и «Укринтерэнерго» от декабря 2014 года. В апреле 2015 года «Укрэнерго» прекратило учитывать поставки по пяти трансграничным ЛЭП, по которым российская электроэнергия не уходила дальше ЛНР и ДНР. В июле РФ согласилась не учитывать поставляемую электроэнергию ДНР и ЛНР как экспорт на Украину. С апреля 2017 года стало известно о решении обеспечить бесперебойные поставки электричества из РФ в ЛНР.

### Металлургия
В июне 2021 года металлургические и коксохимические предприятия ДНР и ЛНР были переданы под управление российскому бизнесмену Евгению Юрченко.

## Транспорт, инфраструктура, связь
В ходе вооружённого конфликта 2014—2015 годов железнодорожная инфраструктура была значительно повреждена, грузовое и пассажирское сообщение были прекращены. 28 марта 2015 года было сообщено о пуске пассажирского сообщения между станциями Ясиноватая — Луганск.
Почтовую связь с декабря 2014 года осуществляет государственное предприятие «Почта ЛНР».

## Образование
В республике работают «Луганский национальный университет имени Владимира Даля», Луганская государственная академия культуры и искусств имени М. Матусовского, Луганский государственный медицинский университет имени Святителя Луки, Луганской национальный университет имени Тараса Шевченко, Донбасский государственный технический университет.

## Часовой пояс
22 октября 2014 года глава Луганской Народной Республики Игорь Плотницкий подписал постановление о переходе на московское время, согласно которому на территории ЛНР круглогодично устанавливалось время UTC+3. После изменения 26 октября 2014 года московского времени с UTC+4 на UTC+3 и сезонного перевода часов согласно киевскому времени время в ЛНР стало совпадать с московским временем и на один час опережать киевское время зимой (согласно киевскому времени, зимой используется UTC+2, летом — UTC+3).

## Социальная сфера
В 2014 году Украина продолжала соцвыплаты населению Донбасса, хотя с обналичиванием средств проблемы возникли ещё в июне, и к ноябрю её власти решили прекратить выплату на неподконтрольных территориях из-за отсутствия гарантий безопасности (предложив получать продолжавшиеся начисляться средства на подконтрольных ей районах региона). В свою очередь самопровозглашённые власти стали устраивать «пенсионные туры» в подконтрольные правительству населённые пункты для снятия денег с карт.
Размер пенсий ЛНР для пенсионеров и инвалидов I группы составил 1800 гривен, для инвалидов II группы — 1620 гривен, для инвалидов III группы — 900 гривен. Источники выплат представителями ЛНР названы так и не были. На заседании кабмина самопровозглашённой ЛНР 8 ноября 2014 года обнародовали данные о выплатах, которые получили почти 108 тысяч жителей Луганска, Лутугинского и Краснодонского районов Луганской области — сумма составила 182 млн гривен. По неофициальным подсчётам, в целом на территории, контролируемой ЛНР, проживает около 300 тысяч пенсионеров.
7 декабря 2014 года министр образования, науки, культуры и религии ЛНР Леся Лаптева заявила об отмене с 1 января следующего года в школах на подконтрольной этому государственному образованию территориях дисциплины «История Украины». Вместо неё планируется ввести курс «История Отечества».
В апреле 2015 года ЛНР планировала потратить на выплату пенсий 1,7 млрд рублей, заявлял глава ЛНР Игорь Плотницкий.
Работает Федерация Профсоюзов ЛНР, а также профсоюз работников науки и образования ЛНР.
По мнению экспертов отдельным источником для решения экономических проблем и социального обеспечения населения, проживающего на территории ЛНР, должностные лица РФ рассматривают помощь от международных доноров и организаций. Такую помощь распределяют органы управления, именуемые как органы ЛНР в соответствии с установленными ими приоритетами. Обычно установленные приоритеты могут соответствовать реальным потребностям людей, но, по мнению экспертов, РФ видит такую помощь исключительно как способ снижения собственного бремени на содержание этих территорий.
Стихийные митинги
По информации «Би-би-си» в 2014 году жители городов Луганской Народной Республики остались без пенсий и несколько раз выходили на стихийные митинги. В сентябре и октябре пенсионеры протестовали в Стаханове и Ровеньках. А в Брянке и Свердловске митингующих с помощью огнестрельного оружия разогнали местные вооружённые формирования ЛНР.
«Би-би-си» сообщает, что сами пенсионеры считали, что выплаты были приурочены к выборам главы ЛНР и депутатов Народного Совета 2 ноября 2014 года.

## Спорт
На территории республики действует Министерство культуры, спорта и молодёжи Луганской Народной Республики.

## СМИ и Интернет
12 марта 2015 года властями ЛНР были заблокированы 23 украинских телеканала, среди которых были крупнейшие каналы Украины Интер, 1+1, 2+2, ICTV, СТБ, Новый канал, Первый национальный, региональный канал «Донбасс» и парламентский Рада, а также российский канал «Дождь». Согласно официальному заявлению ЛНР, данные телеканалы работают без лицензии и ведут «пропаганду войны».
4 февраля 2016 года стало известно о решении руководства самопровозглашённой республики заблокировать на подконтрольной ей территории 113 интернет-ресурсов, включая сайты Би-би-си, Интерфакс-Украина, украинские версии изданий Forbes, РБК, «Комсомольской правды» и «Радио Свобода». Основанием запрета было названо нарушение вышеозначенными изданиями законодательства Луганской Народной Республики, в частности законов ЛНР «О СМИ» и «О защите детей от информации, причиняющей вред их здоровью и развитию», а также необходимость «обеспечения национальной безопасности».

## Права человека
Международная организация Human Rights Watch сообщила о многочисленных случаях нарушений прав человека в ЛНР: задержаниях мирных жителей, пытках и принуждении к труду. В специальном докладе HRW говорится:

Начиная с апреля 2014 года вооружённые боевики, поддерживающие самопровозглашённую Донецкую Народную Республику и Луганскую Народную Республику, захватили сотни мирных жителей, преследовали предполагаемых критиков, включая журналистов, проукраинских политических активистов, религиозных активистов и, в некоторых случаях, членов их семей.

Среди прочего, HRW задокументировала свидетельства 12 человек, которые рассказывали об избиениях, ножевых ранениях, сигаретных ожогах и унизительном обращении.
25 октября 2014 года в подконтрольном ЛНР Алчевске состоялся «народный суд» под председательством Алексея Мозгового над двумя мужчинами, подозреваемыми в изнасиловании 15-летней и 13-летней девочек, в ходе которого около 300 жителей города путём «поднятия руки» проголосовали за смертный приговор через расстрел одному из мужчин, а другого приговорили к отправке на линию фронта, чтобы он мог «искупить свою вину и умереть с честью». Приведение приговора в исполнение так и не состоялось, впоследствии оба обвиняемых были переданы правоохранительным органам ЛНР.

## В культуре

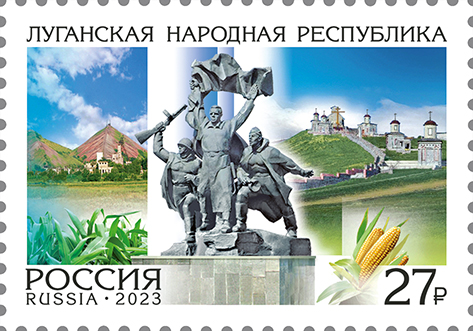

- В России выпущена марка в честь ЛНР.
- В честь ЛНР названа площадь возле посольства Великобритании в Москве.

### Комментарии
1. ↑  Употребляется также написание со строчных букв — «Луганская народная республика»
2. ↑  Впрочем, были известны и случаи использования украинского языка в деятельности государственных органов[122]
3. ↑  Учитываются только контролируемые ЛНР территории.